# Bianca Maria
Bianca Maria  è un nome proprio di persona italiano femminile.

## Varianti
- Femminili: Biancamaria[1]

## Origine e diffusione
È un nome composto, formato dall'unione di Bianca e Maria.

## Onomastico
L'onomastico si può festeggiare lo stesso giorno dei nomi Bianca e Maria. In alternativa si può festeggiare anche il 5 agosto, in memoria della Madonna della Neve, in onore della quale questo nome viene talvolta imposto.

## Persone

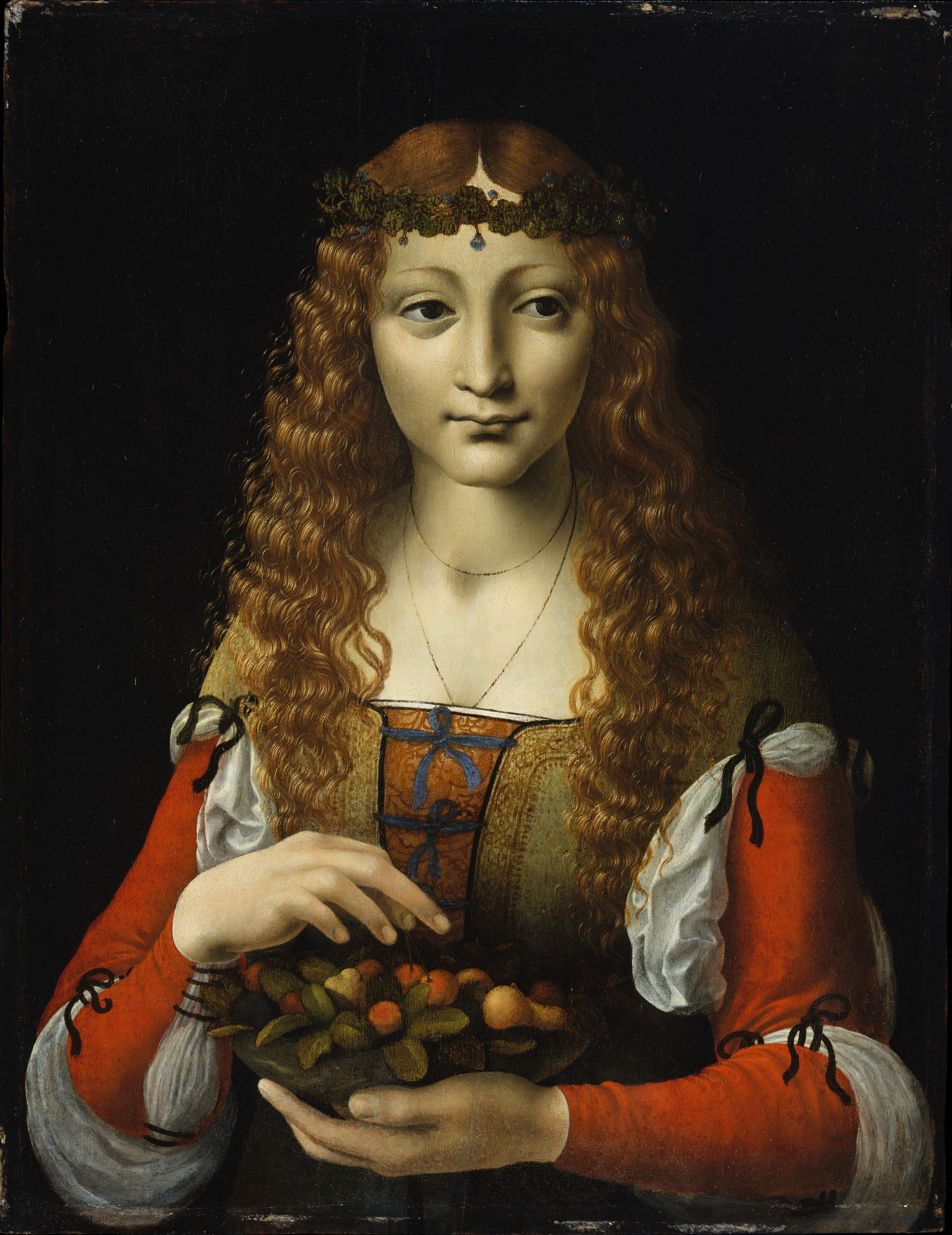
Bianca Maria Sforza

- Bianca Maria Fusari, attrice italiana
- Bianca Maria Piccinino, giornalista, conduttrice televisiva e autrice televisiva italiana
- Bianca Maria Pirazzoli, attrice e regista teatrale italiana
- Bianca Maria Scapardone, nobile italiana
- Bianca Maria Sforza, imperatrice, figlia del duca di Milano Galeazzo Maria Sforza e moglie dell'imperatore Massimiliano I d'Asburgo
- Bianca Maria Sforza di Caravaggio, nobile italiana
- Bianca Maria Visconti, duchessa di Milano

### Variante Biancamaria
- Biancamaria Frabotta, poetessa, scrittrice, giornalista e docente universitaria italiana
- Biancamaria Martinengo, nobile italiana
- Biancamaria Scarcia Amoretti, orientalista e scrittrice italiana